# Kraiwit Boonlue
Kraiwit Boonlue (thailändisch ไกรวิตร์ บุญลือ; * 31. Dezember 2003), auch als Bass bekannt, ist ein thailändischer Fußballspieler.

## Karriere
Kraiwit Boonlue stand von Mitte 2021 bis Mitte Januar 2024 beim Drittligisten Udon United FC unter Vertrag. Mit dem Verein aus Udon Thani bestritt er 59 Drittligaspiele. Hierbei erzielte er sechs Treffer. Mitte Januar 2023 wechselte er in die vierte Liga, die Thailand Semi-Pro League, wo er einen Vertrag bis Saisonende 2024 beim Pitchaya Bundit College unterschrieb. Mit dem Klub bestritt er sieben Ligaspiele in der North/Eastern Region. Mit einem Punkt Rückstand auf den Meister der Region, Roi Et PB United FC, belegte er mit seinem Team den zweiten Tabellenplatz. Im Sommer 2024 nahm ihn der Zweitligist Lampang FC unter Vertrag. Sein Zweitligadebüt gab Kraiwit Boonlue am 5. Oktober 2024 (8. Spieltag) im Heimspiel gegen den Chainat Hornbill FC. Bei dem 2:1-Erfolg wurde er in der 90.+2 Minute für den Brasilianer Caio Tailândia eingewechselt.